# Il detective e la morte
Il detective e la morte (El detective y la muerte) è un film del 1994 diretto da Gonzalo Suárez.